# شيهو اوغاوا (لاعب كرة قدم مواليد 2003)
شيهو اوغاوا (باليابانية: 小河 詩朋) (مواليد 14 مايو 2003) هو لاعب كرة قدم ياباني.

## وصلات خارجية
- شيهو اوغاوا (لاعب كرة قدم مواليد 2003) على موقع رابطة كرة القدم اليابانية للمحترفين (اليابانية)
- شيهو اوغاوا (لاعب كرة قدم مواليد 2003) على موقع Soccerway.com (الإنجليزية)
- شيهو اوغاوا (لاعب كرة قدم مواليد 2003) على موقع عالم كرة القدم.نت (الإنجليزية)